# 알 파치노
알프레도 제임스 파치노(Al Pacino, 1940년 4월 25일~)는 미국의 배우이다. 무대와 스크린에서 강렬한 연기로 알려져 있으며, 역사상 가장 위대한 배우 중 한 명으로 널리 인정받는다. 그의 경력은 50년 이상에 걸쳐 있으며, 그동안 많은 수상을 했는데, 여기에는 아카데미상, 2개의 토니상, 2개의 프라임타임 에미상이 포함되어 트리플 크라운 오브 액팅을 달성했다. 그는 또한 4개의 골든 글로브상, 1개의 BAFTA, 2개의 미국 배우 조합상을 수상했으며, 2001년 세실 B. 드밀상, 2007년 AFI 평생 공로상, 2011년 국가 예술 훈장, 2016년 케네디 센터 공로상을 수상했다.
메소드 배우인 파치노는 HB 스튜디오와 액터스 스튜디오에서 찰리 로턴과 리 스트래스버그에게 사사했다. 파치노는 이후 《여인의 향기》(1992)에서의 역할로 아카데미 남우주연상을 수상했다. 그가 오스카 후보에 오른 다른 작품으로는 《대부》(1972), 《형사 서피코》(1973), 《대부 2》(1974), 《뜨거운 오후》(1975), 《용감한 변호사》(1979), 《딕 트레이시》(1990), 《글렌게리 글렌 로스》(1992), 《아이리시맨》(2019)이 있다. 파치노는 스카페이스》(1983), 《사랑의 파도》(1989), 《대부 3》(1990), 《프랭키와 쟈니》(1991), 《칼리토》(1993), 《히트》(1995), 《도니 브래스코》, 《데블스 에드버킷》(모두 1997), 《인사이더》, 《애니 기븐 선데이》(모두 1999), 《인썸니아》(2002), 《리크루트》(2003), 《오션스 13》(2007), 《원스 어폰 어 타임... 인 할리우드》(2019), 《하우스 오브 구찌》(2021) 등 수많은 상업적 성공을 거둔 영화에 출연했다.
TV에서는 HBO의 여러 작품에 출연했는데, 《엔젤스 인 아메리카》(2003)와 잭 케보키언의 전기 영화 《유 돈 노우 잭》(2010)이 대표적이며, 각각 프라임타임 에미상 미니시리즈 영화 부문 남우주연상을 수상했다. 파치노는 프라임 비디오 시리즈 《헌터스》(2020~23)에 출연했다. 또한 무대에서도 폭넓은 경력을 쌓았다. 그는 2회 토니상 수상자로, 《Does a Tiger Wear a Necktie?》(1969)로 토니상 연극 부문 남우조연상, 《The Basic Training of Pavlo Hummel》(1977)로 토니상 연극 부문 남우주연상을 수상했다.
파치노는 다큐멘터리 《뉴욕 광시곡》(1996)으로 감독 데뷔를 했다. 그는 1977년 무대에서 주연을 맡았다. 또한 2004년 영화화된 작품과 2010년 무대 제작된 《베니스의 상인》에서 샤일록 역을 맡아 연기했다. 파치노는 《차이니스 커피》(2000), 《와일드 살로메》(2011), 《살로메》(2013)를 연출하고 주연을 맡았다. 2006년에는 자신의 초상을 비디오 게임 《Scarface: The World Is Yours》에 사용하도록 허락했다. 1994년부터 그는 액터스 스튜디오의 공동 회장을 맡고 있다.

## 생애 및 교육
알프레도 제임스 파치노는 1940년 4월 25일 뉴욕시 이스트할렘에서 시칠리아계 부모인 로즈 (게라르디)와 살바토레 파치노의 외동아들로 태어났다. 그의 아버지는 산 프라텔로에서 이민 왔다.:xix:2 그가 두 살 때 부모는 이혼했다.:2 그의 어머니는 그를 사우스 브롱크스로 데려갔고, 그들은 외조부모인 케이트와 제임스 게라르디와 함께 살았다. 그들은 어릴 때 코를레오네에서 이민 왔다.:1–2 파치노의 아버지는 코비나에서 보험 판매원과 식당 경영자로 일하기 위해 캘리포니아로 이주했다.
10대 시절, 파치노는 친구들 사이에서 "소니"로 불렸다.:xix 그는 야구 선수가 되겠다는 야망을 가졌고 "배우"라는 별명도 얻었다.:xix 그는 허먼 리더 주니어 하이스쿨에 다녔지만, 곧 영어 외의 대부분 수업에서 중퇴했다. 그는 오디션을 통해 공연예술고등학교에 입학했다. 그의 어머니는 그의 결정에 반대했고, 논쟁 끝에 그는 집을 떠났다. 연기 공부를 위해 파치노는 메신저, 버스보이, 관리인, 우편국 직원과 같은 저임금 직업을 가졌고, 한때는 《코멘터리》의 우편실에서도 일했다.
파치노는 9세에 흡연과 음주를 시작했으며, 13세에는 마리화나를 가끔 사용했지만, 강성 마약은 자제했다.:9 그의 가장 친한 두 친구는 19세와 30세에 약물 남용으로 사망했다.:8 사우스 브롱크스에서 자란 파치노는 가끔 싸움에 휘말렸고 학교에서는 문제를 일으키는 학생으로 여겨졌다.:6 그는 뉴욕의 연극 언더그라운드에서 지하실 연극에 출연했지만, 10대 때 액터스 스튜디오에서 거절당했다.:xix 대신 파치노는 HB 스튜디오에 합류하여 연기 교사인 찰리 로턴을 만났는데, 그가 그의 멘토이자 가장 친한 친구가 되었다.:xix 이 시기에 그는 종종 실업 상태이거나 노숙자였으며, 때로는 길거리, 극장, 또는 친구 집에서 잠을 자기도 했다.:14
1962년, 파치노의 어머니가 43세의 나이로 사망했다.:10 이듬해에는 그의 외할아버지도 사망했다. 파치노는 이를 자신의 인생에서 가장 낮은 지점이라고 회상하며, "나는 22살이었고 내 인생에서 가장 영향력 있는 두 사람이 사라졌기 때문에 혼란에 빠졌다"고 말했다.
HB 스튜디오에서 4년간 공부한 후, 파치노는 액터스 스튜디오 오디션에 성공했다.:xix 액터스 스튜디오는 맨해튼의 헬스키친 지역에 있는 전문 배우, 연극 감독, 극작가들의 회원 단체이다. 파치노는 연기 코치 리 스트래스버그 밑에서 "메소드 연기"를 공부했는데, 스트래스버그는 파치노와 함께 영화 《대부 2》와 《용감한 변호사》에 출연했다.
이후 인터뷰에서 그는 스트래스버그와 스튜디오가 자신의 경력에 미친 영향에 대해 이야기했다. "액터스 스튜디오는 내 인생에서 정말 많은 의미를 지녔다. 리 스트래스버그는 받아야 할 만큼의 인정을 받지 못했다... 찰리 다음으로 나를 이끌어 준 곳이다. 정말 그랬다. 그것은 내 인생의 놀라운 전환점이었다. 그것 덕분에 모든 일자리를 그만두고 연기에만 전념할 수 있었다.":15 다른 인터뷰에서는 "그[리 스트래스버그]와 함께 일하는 것은 흥분되는 일이었다. 그는 장면이나 사람들에 대해 이야기할 때 너무 흥미로웠다. 그가 말하는 것을 듣고 싶을 정도였다. 그가 말하는 것들은 전에 들어본 적 없는 것들이었다... 그는 이해력이 정말 뛰어났고... 배우들을 정말 사랑했다."라고 덧붙였다.
2000년, 파치노는 엘런 버스틴과 하비 카이텔과 함께 액터스 스튜디오의 공동 회장으로 선출되었다.
2025년, 파치노는 교황 레오 14세를 만난 최초의 영화배우가 되었다.

## 경력

### 1967년 ~ 1971년: 연극 활동 및 영화 데뷔

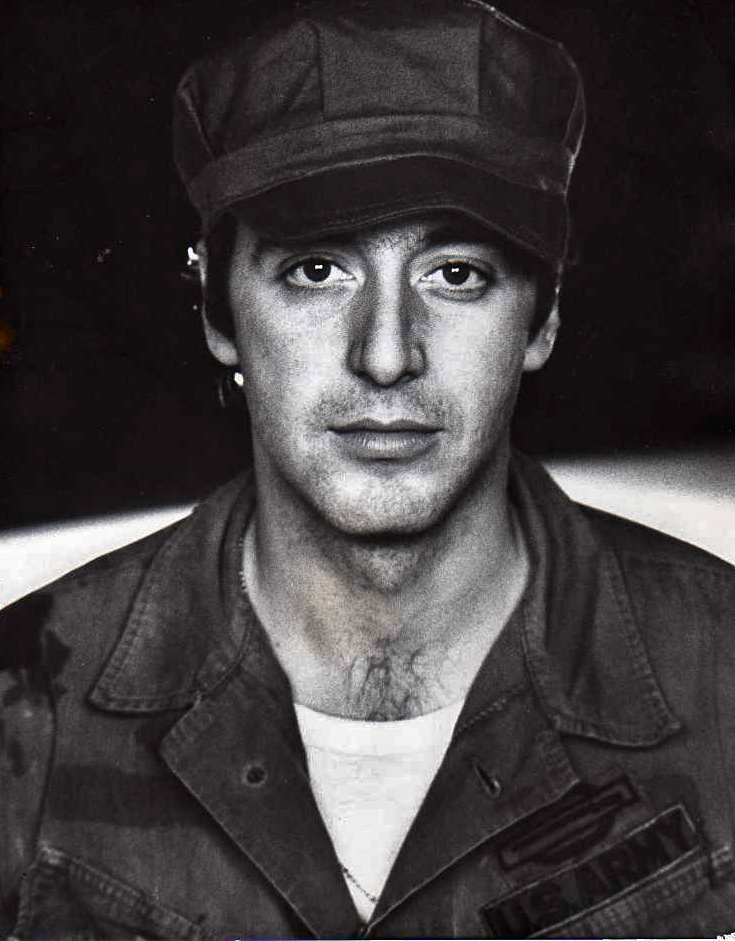
파치노가 1977년 연극 The Basic Training of Pavlo Hummel에서 연기하는 모습

1967년, 파치노는 보스턴의 찰스 플레이하우스에서 클리퍼드 오데츠의 《Awake and Sing!》(그의 첫 주요 수입: 주당 125달러)와 진클로드 반 이탤리의 《America Hurrah》에 출연하며 한 시즌을 보냈다. 그는 이 연극에서 배우 질 클레이버그를 만났다. 그들은 5년간 교제하며 뉴욕시로 돌아왔다. 1968년, 파치노는 아스터 플레이스 극장에서 이스라엘 호로비츠의 《The Indian Wants the Bronx》에 거리의 불량배 머프 역으로 출연했다. 이 연극은 1968년 1월 17일에 개막하여 177회 공연되었으며, 클레이버그가 출연한 호로비츠의 《It's Called the Sugar Plum》과 함께 상연되었다. 파치노는 이 역할로 오비상 남우주연상을 수상했으며, 존 커제일은 남우조연상을, 호로비츠는 신작상을 수상했다. 마틴 브레그먼은 이 연극을 보고 파치노의 매니저가 되었으며, 이 파트너십은 대부, 서피코, 뜨거운 오후를 하도록 파치노를 격려하면서 앞으로 몇 년 동안 결실을 맺게 되었다. 자신의 무대 경력에 대해 파치노는 "마틴 브레그먼이 나를 발견했다... 나는 26살, 25살이었다... 그가 나를 발견하고 나의 매니저가 되었다. 그리고 그래서 내가 여기에 있다. 나는 마티에게 빚을 졌다, 정말로 그렇다"라고 말했다.
파치노는 이탈리아 스폴레토에서 열린 두 세계 축제 공연을 위해 《The Indian Wants the Bronx》를 이탈리아로 가져갔다. 이것은 파치노의 첫 이탈리아 여행이었으며, 그는 나중에 "이탈리아 관객 앞에서 공연하는 것은 멋진 경험이었다"고 회상했다. 파치노와 클레이버그는 1968년 11월 12일에 첫 방영된 ABC 텔레비전 시리즈 《N.Y.P.D.》의 에피소드 "Deadly Circle of Violence"에 캐스팅되었다. 당시 클레이버그는 또한 연속극 《Search for Tomorrow》에서 그레이스 볼튼 역으로 출연하고 있었다. 그녀의 아버지는 매달 부부에게 재정 지원을 위해 돈을 보냈다.
1969년 2월 25일, 파치노는 벨라스코 극장에서 돈 피터슨의 《Does a Tiger Wear a Necktie?》로 브로드웨이 데뷔를 했다. 이 연극은 1969년 3월 29일 39회 공연 후 막을 내렸지만, 파치노는 극찬을 받았고 1969년 4월 20일 토니상을 수상했다. 파치노는 1970년대에도 계속 무대에서 활동하며 《The Basic Training of Pavlo Hummel》로 두 번째 토니상을 수상했으며, 《리처드 3세》에서 주인공을 연기했다. 1980년대에는 파치노가 데이비드 매밋의 《아메리칸 버팔로》에 출연하면서 다시 무대에서 비평적 성공을 거두었으며, 이로 인해 드라마 데스크 어워즈 후보에 올랐다. 1990년 이후, 파치노의 무대 작품에는 유진 오닐의 《휴이》, 오스카 와일드의 《살로메》, 그리고 2005년 라일 케슬러의 《고아들》 재공연이 포함되었다. 파치노는 연기를 즐거워했고 액터스 스튜디오에서 공부하면서 연기에 재능이 있음을 깨달았다. 그러나 그의 초기 작품은 재정적으로 보람이 없었다. 무대에서의 성공 후, 파치노는 1969년 패티 듀크 주연의 독립 영화 《미, 나탈리》에서 짧은 출연으로 영화 데뷔를 했다. 1970년, 파치노는 크리에이티브 매니지먼트 어소시에이츠 (CMA)와 계약했다. 파치노는 1971년 《백색 공포》에서 헤로인 중독자를 연기하며 장편 영화 데뷔를 했다.

### 1972년 ~ 1983년: 스타덤과 찬사

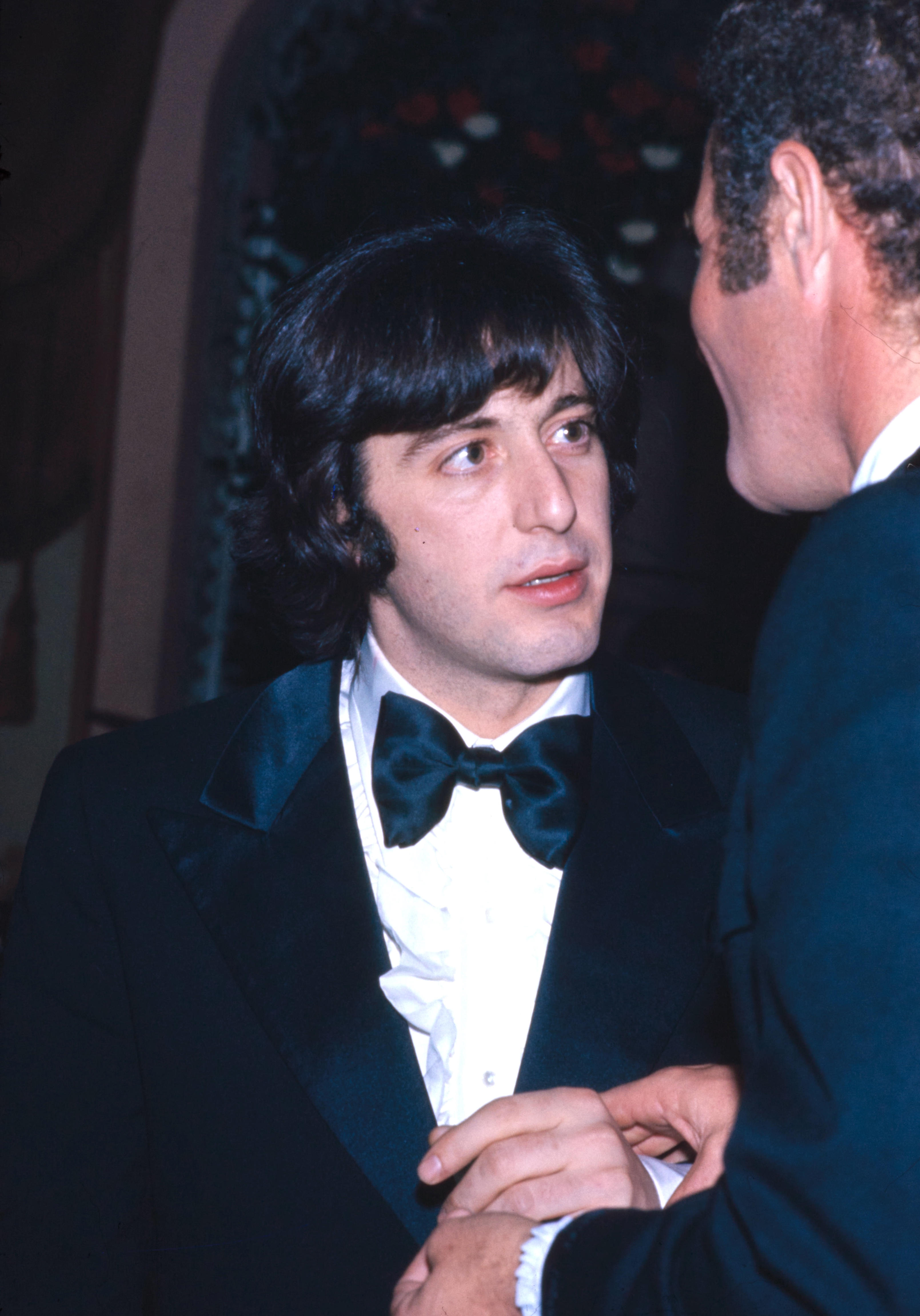
파치노와 제임스 칸, 1972년경

프랜시스 포드 코폴라는 그를 흥행에 성공한 마피아 영화 《대부》(1972)의 마이클 코를레오네 역에 캐스팅했다. 잭 니컬슨, 로버트 레드퍼드, 워런 비티, 그리고 잘 알려지지 않은 로버트 드니로도 이 역할을 시도했지만, 코폴라는 더 유명한 배우를 원했던 스튜디오 경영진의 불만에도 불구하고 파치노를 선택했다. 파치노의 연기는 그에게 아카데미상 후보 지명을 안겨주었고, 초기 연기 스타일의 전형을 보여주었다. 할리웰의 영화 가이드는 그의 연기를 "강렬하고", "긴장감 넘친다"고 평했다. 파치노는 아카데미상 시상식을 보이콧했는데, 그는 공동 주연이자 아카데미 남우주연상 수상자 말론 브란도보다 자신이 더 많은 출연 시간을 가졌다고 지적하며, 자신이 남우조연상 후보에 오른 것에 모욕감을 느꼈기 때문이었다—브란도 역시 보이콧했지만, 이는 무관한 이유 때문이었다. 1973년, 파치노는 진 해크먼과 함께 《허수아비》에 공동 주연으로 출연했으며, 이 영화는 칸 영화제에서 황금종려상을 수상했다. 같은 해, 파치노는 뉴욕시 경찰관 프랭크 서피코가 동료 경찰관들의 부패를 폭로하기 위해 위장 근무를 했던 실화를 바탕으로 한 《형사 서피코》에 출연한 후 아카데미 남우주연상 후보에 올랐다. 1974년, 파치노는 《대부 2》에서 마이클 코를레오네 역을 다시 맡았는데, 이 영화는 아카데미 작품상을 수상한 첫 속편이었다. 파치노는 세 번째로 오스카 후보에 올랐으며, 코를레오네 역할로 받은 두 번째 후보 지명은 주연 부문이었다. 뉴스위크는 《대부 2》에서의 그의 연기를 "영화 역사상 가장 위대한 마음의 굳건함을 묘사한 연기"라고 평했다.

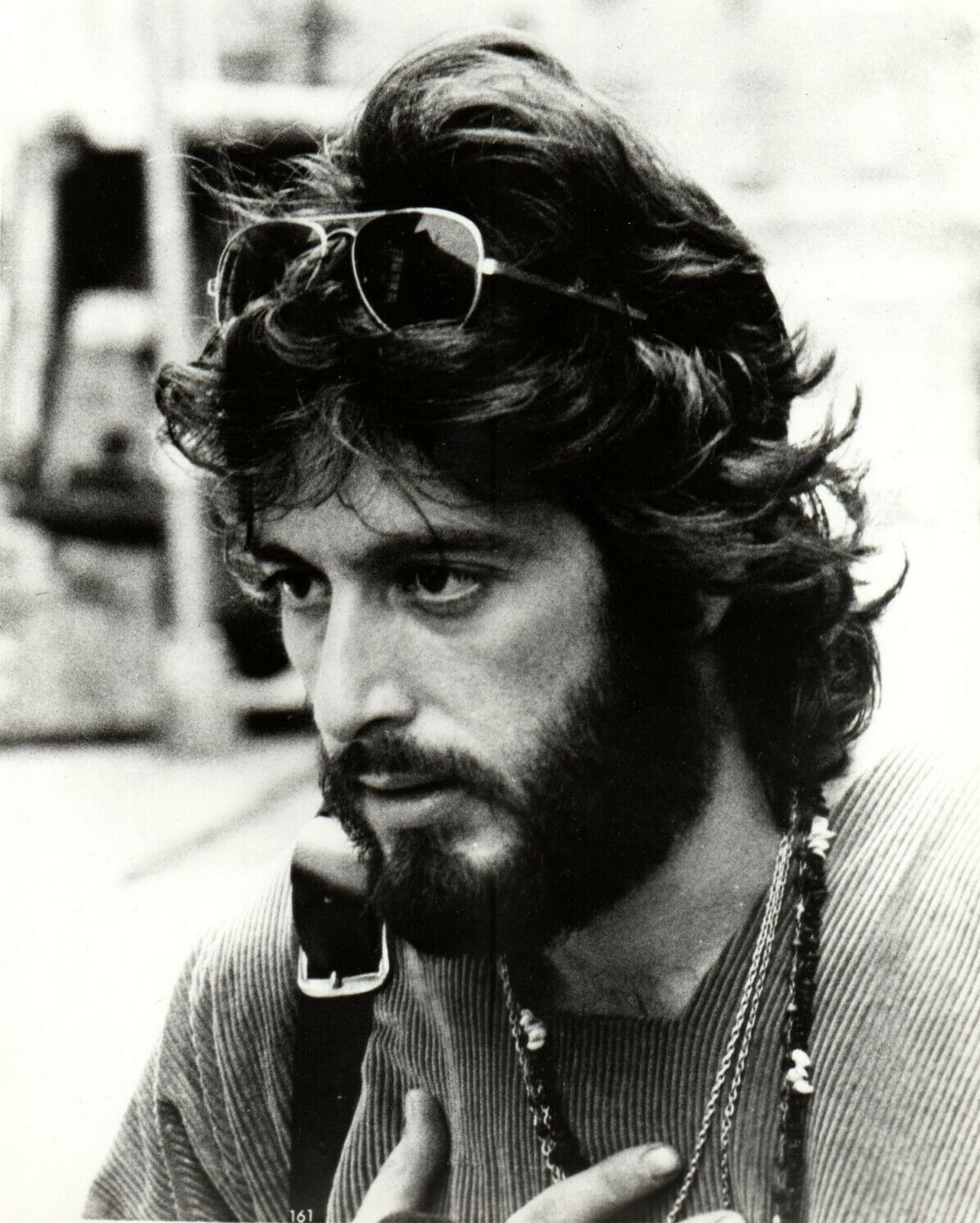
1973년 프랭크 서피코 역의 파치노

1975년, 그는 은행 강도 존 보이토위츠의 실화를 바탕으로 한 《뜨거운 오후》의 개봉으로 더 큰 성공을 거두었다. 이 영화는 몇 년 전 《형사 서피코》를 연출했던 시드니 루멧이 감독했으며, 파치노는 다시 한 번 남우주연상 후보에 올랐다. 1977년, 파치노는 시드니 폴락 감독의 《바비 디필드》에서 경주용 자동차 운전자로 출연했으며, 주연 역을 맡은 연기로 골든 글로브상 영화 드라마 부문 남우주연상 후보에 올랐다. 그의 다음 영화는 법정 드라마 《용감한 변호사》였다. 파치노는 폭넓은 연기력으로 비평가들의 찬사를 받았으며, 네 번째로 아카데미 남우주연상 후보에 올랐다. 그 해 그는 《크레이머 대 크레이머》의 더스틴 호프먼에게 패했는데, 이 역할은 파치노가 거절했던 역할이었다. 1970년대 동안 파치노는 《형사 서피코》, 《대부 2》, 《뜨거운 오후》, 《용감한 변호사》에서의 연기로 네 번의 남우주연상 후보를 포함하여 다섯 번의 오스카 후보에 올랐다.
파치노의 경력은 1980년대 초에 침체기를 겪었다. 뉴욕의 게이 커뮤니티에서 항의를 불러일으킨 논란의 영화 《광란자》와 코미디 드라마 《브로드웨이에 막이 오를 때》에서의 그의 출연은 혹평을 받았다.
그러나 브라이언 드 팔마 감독의 《스카페이스》(1983)에서의 그의 연기는 경력의 정점이자 상징적인 역할임이 입증되었다. 초기 개봉 당시, 이 영화는 폭력적인 내용으로 인해 비평가들로부터 혹평을 받았지만, 나중에 비평가들의 찬사를 받았다. 이 영화는 국내에서 4천 5백만 달러 이상의 수익을 올리며 박스오피스에서 좋은 성적을 거두었다. 파치노는 쿠바 마약왕 토니 몬타나 역으로 골든 글로브상 후보에 올랐다.
1983년, 파치노는 더스틴 호프먼과 폴 뉴먼과 함께 미러 시어터 주식회사의 주요 기부자가 되어 로렌스 록펠러의 기부금과 동일한 금액을 기부했다. 이들은 리 스트래스버그와의 인연으로 투자를 결심했는데, 스트래스버그의 며느리 사브라 존스가 미러의 설립자이자 제작 예술 감독이었기 때문이다. 1985년, 파치노는 유진 오닐의 《휴이》 제작을 제안했지만, 당시에는 소규모 출연진 때문에 제작할 수 없었다. 1985년, 파치노는 자신의 개인 프로젝트인 영국의 작가 히스코트 윌리엄스의 1969년 오프브로드웨이 연극 《The Local Stigmatic》에 참여했다. 그는 데이비드 휠러 감독과 보스턴 연극 극단과 함께 50분짜리 영화 버전으로 다시 제작하여 출연했다. 이 영화는 극장에서 개봉되지 않았지만, 나중에 2007년 《파치노: 배우의 비전》 박스 세트의 일부로 출시되었다.

### 1984년 ~ 1999년: 확고한 경력

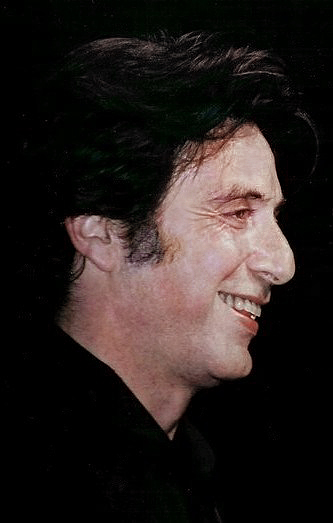
1996년 칸 영화제의 파치노

미국 독립 전쟁 중 털사냥꾼에 대한 그의 1985년 영화 《혁명》은 상업적, 비평적 실패작이었고, 파치노는 이를 성급한 제작 탓으로 돌리며, 그 결과 4년간 영화 활동을 중단했다. 이 시기에 파치노는 다시 무대로 돌아왔다. 그는 《크리스탈 클리어》, 《내셔널 앤섬스》 등의 연극 워크숍을 열었으며, 1988년 조지프 팝이 제작한 뉴욕 셰익스피어 축제에서 《줄리어스 시저》에 출연했다. 파치노는 영화 활동 중단에 대해 이렇게 말했다: "74년, 75년에 모든 일이 일어나고 있을 때, 《아르투로 우이의 출세》를 무대에서 공연하면서 내 영화 경력이 기울고 있어서 무대로 돌아왔다는 기사를 읽었던 기억이 난다! 불행히도 연극이 인식되는 방식, 즉 정신이 그런 식이었다." 파치노는 1989년 《사랑의 파도》로 영화에 복귀했으며, 이 영화에서 그는 신문 구혼란을 통해 희생자를 찾는 연쇄살인범을 쫓는 형사를 연기했다. 이 영화는 좋은 평을 받았다. 파치노는 1990년 흥행에 성공한 《딕 트레이시》에서 빅 보이 캐프리스를 연기하여 아카데미상 후보에 올랐으며, 평론가 로저 이버트는 파치노를 "장면을 훔치는 자"라고 묘사했다. 그해 말 그는 《대부 3》(1990)에서 그의 가장 유명한 캐릭터 중 하나인 마이클 코를레오네로 돌아왔다.
1991년 파치노는 《스카페이스》에 함께 출연했던 미셸 파이퍼와 함께 《프랭키와 쟈니》에 출연했다. 파치노는 최근 가석방된 요리사 역을 맡아 그들이 일하는 식당의 웨이트리스(파이퍼)와 관계를 시작한다. 이 영화는 테런스 맥낼리가 자신의 오프브로드웨이 연극 《Frankie and Johnny in the Clair de Lune》(1987)을 각색한 것으로, 케네스 웰시와 캐시 베이츠가 출연했다. 영화는 엇갈린 평을 받았지만, 파치노는 나중에 그 역할을 즐겼다고 말했다. 뉴욕 타임스의 재닛 매슬린은 "파치노 씨는 《뜨거운 오후》 시절 이후 이렇게 복잡하지 않게 매력적인 적이 없었으며, 프랭키를 유혹하기 위한 조니의 끝없는 노력을 즐거움으로 만든다. 미스 파이퍼와 단둘이 있는 그의 장면들은 영화의 감상적인 측면을 막아주는 정확성과 솔직함을 가지고 있다"고 썼다. 마틴 브레스트 감독의 《여인의 향기》(1992)에서 화를 잘 내는 눈먼 미 육군 중령 프랭크 슬레이드 역을 맡아 연기한 파치노는 다음 해 아카데미 남우주연상을 수상했다. 그는 또한 《글렌게리 글렌 로스》로 아카데미 남우조연상 후보에 올랐는데, 이로써 파치노는 같은 해에 두 영화로 두 개의 연기 부문 후보에 오르고 주연 역할을 수상한 최초의 남자 배우가 되었다.

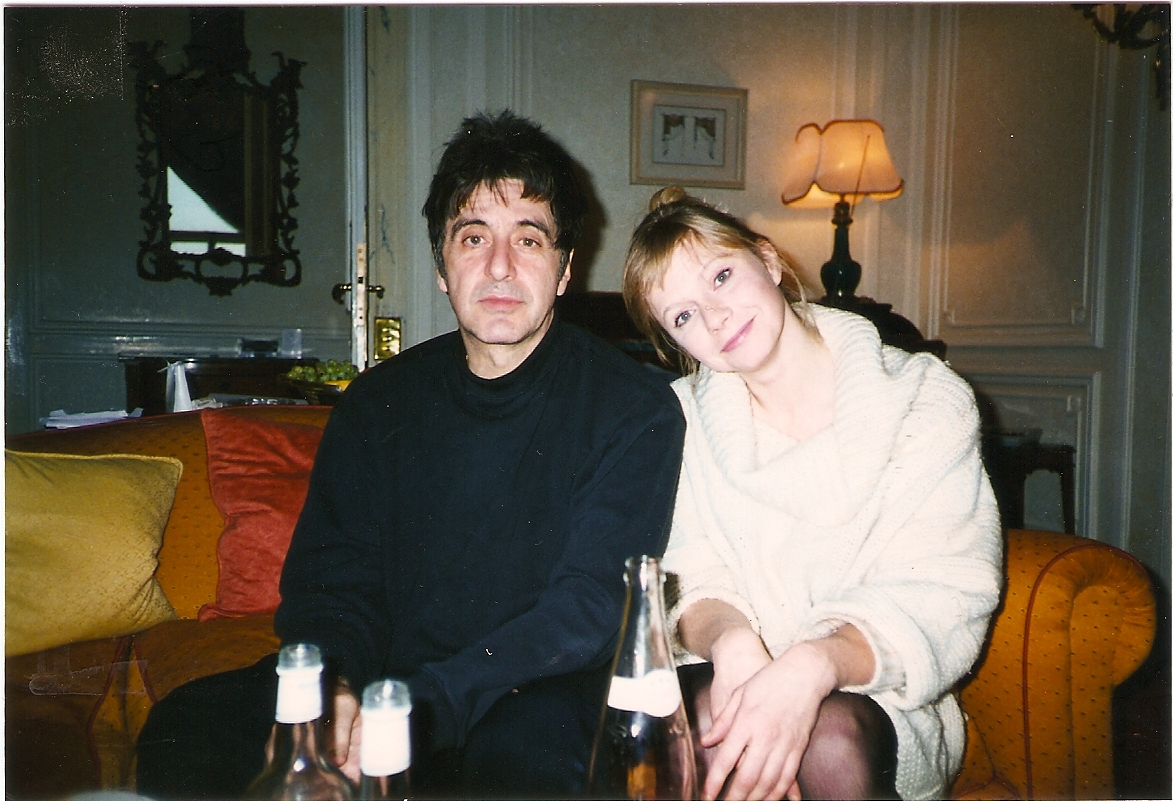
1999년 펠리시티 딘과 함께한 파치노

파치노는 1993년 범죄 드라마 《칼리토》에서 숀 펜과 함께 출연했는데, 이 영화에서 그는 부패한 변호사(펜)의 도움으로 감옥에서 풀려나 올바른 길을 걷겠다고 맹세하는 갱스터 칼리토 브리간테 역을 맡았다. 파치노는 마이클 만 감독의 《히트》(1995)에 출연했으며, 이 영화에서 그와 로버트 드니로는 처음으로 한 화면에 함께 등장했다 (비록 파치노와 드니로 모두 《대부 2》에 출연했지만, 그들은 어떤 장면도 공유하지 않았다). 1996년, 파치노는 윌리엄 셰익스피어의 《리처드 3세》의 선택된 장면들을 공연하고 셰익스피어가 대중문화에서 계속 수행하는 역할과 중요성을 더 넓게 탐구하는 연극 다큐드라마 《뉴욕 광시곡》에 출연했다. 공연을 위해 모인 출연진에는 앨릭 볼드윈, 케빈 스페이시, 위노나 라이더가 포함되었다.
파치노는 1997년 키아누 리브스가 공동 주연한 초자연 스릴러 《데블스 에드버킷》에서 사탄 역을 맡았다. 이 영화는 전 세계적으로 1억 5천만 달러를 벌어들이며 흥행에 성공했다. 로저 이버트는 시카고 선타임스에서 "사탄 캐릭터는 파치노가 기쁨에 가까운 열정을 가지고 연기한다"고 썼다. 1997년 《도니 브래스코》에서 파치노는 레프티라는 갱스터 역을 맡았는데, 이는 잠복 FBI 요원 도니 브래스코 (조니 뎁)가 마피아를 내부에서 무너뜨리는 실화를 바탕으로 한 이야기이다. 1999년, 파치노는 러셀 크로와 함께 여러 오스카상 후보에 오른 《인사이더》에서 60분 프로듀서 로웰 버그만 역으로, 그리고 올리버 스톤의 《애니 기븐 선데이》에 출연했다.

### 2000년 ~ 2018년: 텔레비전 활동 및 브로드웨이 복귀
파치노는 2000년 이후 세 개의 골든 글로브상을 수상했는데, 첫 번째는 2001년 영화 공로로 받은 세실 B. 드밀상이었다. 2000년, 파치노는 제리 오바크와 함께 이라 루이스의 연극 《차이니스 커피》를 저예산으로 영화화한 작품에 출연했는데, 이 작품은 영화제에 개봉되었다. 거의 두 주연 배우 간의 일대일 대화로 촬영된 이 프로젝트는 완성하는 데 거의 3년이 걸렸고 파치노가 전액 자금을 지원했다. 《차이니스 커피》는 파치노가 제작에 참여한 다른 두 편의 희귀 영화인 《The Local Stigmatic》과 《뉴욕 광시곡》과 함께 2007년에 출시된 특별 DVD 박스 세트 《파치노: 배우의 비전》에 포함되었다. 파치노는 영화가 담긴 디스크를 위해 프롤로그와 에필로그를 제작했다. 파치노는 비디오 게임 《대부》(2006) 버전에서 마이클 코를레오네 역을 다시 맡아달라는 제안을 거절했다. 그 결과, 일렉트로닉 아츠는 게임에서 파치노의 모습이나 목소리를 사용할 수 없었지만, 그의 캐릭터는 게임에 등장한다. 그는 1983년 《스카페이스》의 비디오 게임 각색판이자 준속편인 《Scarface: The World Is Yours》에 자신의 모습을 허락했다.

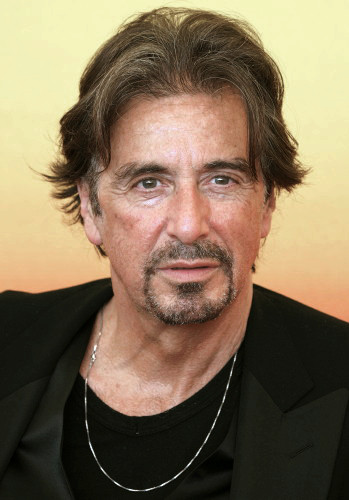
2004년 베네치아 국제 영화제의 파치노

2002년 10월, 파치노는 국립 배우 극장과 컴플리테의 베르톨트 브레히트의 《아르투로 우이의 출세》에 출연했다. 사이먼 맥버니가 감독한 이 작품에는 존 굿맨, 찰스 더닝, 토니 랜들, 스티브 부세미, 채즈 팰민테리, 폴 지어마티, 재클린 매켄지, 빌리 크루덥, 로데어 블루토, 도미닉 키어네세, 스털링 K. 브라운 등 수많은 할리우드 스타들이 출연했다. 이 작품은 "파치노는 팽팽한 코일처럼 주의를 사로잡으며, 금방이라도 터질 듯한 모습을 보인다. 그는 시종일관 우울한 위협과 악어 미소를 띠며, 섬뜩하게 사악한 기쁨으로 정상에 오르기 위해 살육한다"는 평을 받으며 비평적 성공을 거두었다. 크리스토퍼 놀란 감독은 로빈 윌리엄스와 공동 주연한 노르웨이 영화의 리메이크작인 《인썸니아》에서 파치노와 함께 작업했다. 뉴스위크는 "그[파치노]는 크게 연기하는 것만큼이나 매력적으로 작게 연기할 수 있고, 폭발하는 것만큼이나 내면으로 파고들 수 있다"고 평했다. 이 영화와 파치노의 연기는 호평을 받았으며, 영화 평점 웹사이트 로튼 토마토에서 93%의 호평을 얻었다. 이 영화는 박스 오피스에서 전 세계적으로 1억 1,300만 달러를 벌어들이며 중간 정도의 성공을 거두었다. 그러나 그의 다음 영화인 《시몬》은 비평적 찬사나 흥행 성공을 많이 받지 못했다.
그는 2002년 《목격자》에서 홍보 전문가로 출연했는데, 파치노의 호평받는 연기에도 불구하고 거의 주목받지 못한 작은 영화였다. 상업적 성공을 거둔 이후에는 조연 역할을 거의 맡지 않았지만, 2003년 마틴 브레스트 감독에게 호의를 베풀기 위해 비평적으로나 흥행적으로 실패한 《갱스터 러버》에 작은 역할을 수락했다. 2003년에 개봉한 《리크루트》에는 파치노가 CIA 채용 담당자로, 콜린 패럴이 공동 주연으로 출연했다. 이 영화는 엇갈린 평가를 받았으며, 파치노는 "개인적으로 따라갈 수 없었다"고 평했다. 파치노는 다음으로 2003년 HBO 미니시리즈 《엔젤스 인 아메리카》에서 변호사 로이 콘 역을 맡았는데, 이는 토니 쿠슈너의 퓰리처상 수상작인 동명의 연극을 각색한 작품이다. 이 연기로 파치노는 2004년에 남우주연상으로 세 번째 골든 글로브를 수상했다.
파치노는 마이클 래드퍼드의 2004년 영화 《베니스의 상인》에서 샤일록 역으로 출연했다. 비평가들은 그가 전통적으로 악당으로 그려지던 캐릭터에 연민과 깊이를 불어넣은 점을 칭찬했다. 《투 포 더 머니》에서는 러네이 루소와 함께 매슈 매코너헤이의 멘토이자 스포츠 도박 에이전트 역을 맡았다. 이 영화는 2005년 10월 8일에 개봉되었으며 엇갈린 평을 받았다. 워싱턴 포스트의 데슨 톰슨은 "알 파치노는 멘토 역할을 너무 많이 해서 왕을 만드는 상을 받아야 할 정도이다... 선과 악의 싸움은 할리우드의 구원을 위해 이미 정해진 것처럼 느껴진다"고 썼다. 2006년 10월 20일, 미국 영화 연구소는 파치노를 제35회 미국 영화 연구소 평생 공로상 수상자로 선정했다. 2006년 11월 22일, 트리니티 칼리지 (더블린)의 대학 철학회는 파치노에게 명예 회장 직위를 수여했다.
파치노는 스티븐 소더버그 감독의 《오션스 13》(2007)에 조지 클루니, 브래드 피트, 맷 데이먼, 엘리엇 굴드, 앤디 가르시아와 함께 출연하여, 대니 오션과 그의 일당이 표적으로 삼는 카지노 거물인 악당 윌리 뱅크 역을 맡았다. 이 영화는 전반적으로 호평을 받았다. 《88분》은 2007년에 다른 여러 국가에서 개봉된 후 2008년 4월 18일 미국에서 개봉되었다. 이 영화에는 얼리샤 윗이 공동 출연했으며 비평가들의 혹평을 받았다. 비평가들은 파치노의 연기가 아닌 플롯의 결함을 지적했지만. 《의로운 살인》에서 파치노와 로버트 드니로는 연쇄 살인범을 추적하는 뉴욕 형사로 공동 출연했다. 이 영화는 2008년 9월 12일 극장에 개봉되었다. 두 스타의 기대를 모았던 복귀작이었지만, 비평가들로부터 좋은 평가를 받지 못했다.

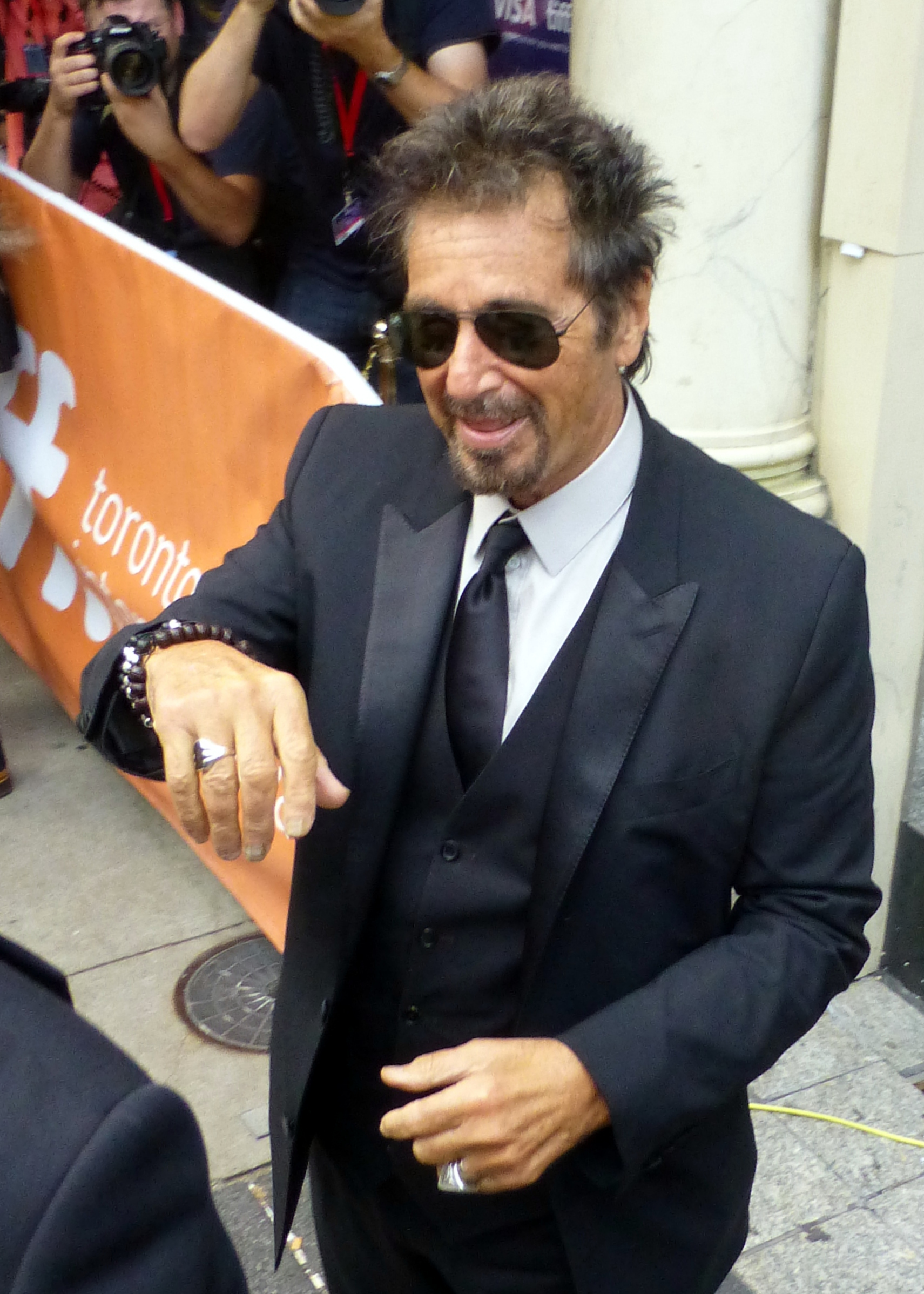
2014년 토론토 국제 영화제의 파치노

파치노는 2010년 여름, 셰익스피어 인 더 파크 제작의 《베니스의 상인》에서 샤일록 역을 맡아 무대로 돌아왔다. 호평받는 이 작품은 10월에 브로드허스트 극장에서 브로드웨이로 옮겨졌고, 첫 주에 100만 달러의 박스 오피스 수익을 올렸다. 이 연기로 그는 또한 토니상 연극 부문 남우주연상 후보에 올랐다. 파치노는 2010년 4월에 첫 방영된 HBO 필름의 전기 영화 《유 돈 노우 잭》에서 잭 케보키언 역을 맡았다. 이 영화는 의사 조력 자살 옹호자의 삶과 작업을 다룬다. 이 연기로 파치노는 남우주연상으로 두 번째 에미상과 네 번째 골든 글로브상을 수상했다. 그는 2011년 코미디 영화 《잭 앤 질》에 자신 역으로 공동 출연했다. 이 영화는 비평가들로부터 혹평을 받았고, 파치노는 제32회 시상식에서 최악의 남우조연상을 "수상"했다. 영화 출연 결정에 대해 그는 이렇게 설명했다: "그것은 내 인생에서 돈이 더 이상 없다는 것을 알게 된 후 필요했던 시기에 찾아왔다. 내 회계사 케네스 아이. 스타가 감옥에 있었고, 나는 뭔가 빨리 필요했다. 그래서 나는 《잭 앤 질》을 택했다."
그는 2011년 9월 4일, 파치노가 직접 쓰고 감독하고 주연을 맡은 2011년 미국 다큐멘터리 드라마 영화인 《와일드 살로메》의 초연에 앞서 예거 르쿨트르 영화 제작자에게 영광상을 받았다. 2012년 3월 21일 저녁, 샌프란시스코 카스트로 지구의 1,400석 규모의 카스트로 극장에서 만석을 이룬 채 열린 이 영화의 미국 초연은 오스카 와일드가 샌프란시스코를 방문한 지 130주년을 기념하는 행사였다. 이 행사는 GLBT 역사 학회를 위한 자선 행사였다. 영화에서 헤롯 역을 맡은 파치노는 이 작품을 자신의 "가장 개인적인 프로젝트"라고 설명했다. 2012년 2월, 버락 오바마 대통령은 파치노에게 국가 예술 훈장을 수여했다. 파치노는 데이비드 매밋의 연극 《글렌게리 글렌 로스》의 브로드웨이 30주년 재공연에 출연했으며, 이 공연은 2012년 10월부터 2013년 1월 20일까지 진행되었다. 그는 매밋이 그를 위해 쓴 연극 《차이나 돌》로 브로드웨이에 출연했으며, 이 연극은 2015년 12월 5일에 개막하여 2016년 1월 21일에 97회 공연 후 막을 내렸다. 프리뷰는 2015년 10월에 진행되었다.
파치노는 2013년 필 스펙터의 살인 재판에 대한 HBO 전기 영화인 《필 스펙터》에 출연했다. 그는 코미디 드라마 《대니 콜린스》(2015)에서 주연을 맡았다. 노년의 록스타 역으로 골든 글로브상 영화 뮤지컬 코미디 부문 남우주연상 후보에 올랐다. 2016년, 파치노는 케네디 센터 명예상을 수상했다. 추모 행사에는 그의 전 공동 출연자 숀 펜, 케빈 스페이시, 보비 캐너베일 및 크리스 오도널의 연설이 포함되었다. 2012년 9월, 데드라인 할리우드는 파치노가 스포츠 기자 조 포즈난스키의 2012년 전기물을 바탕으로 한 TV 영화 《패터노》에서 전 펜실베이니아 주립대학교 풋볼 코치 조 패터노 역을 맡을 것이라고 보도했다. 《패터노》는 2018년 4월 7일 HBO에서 첫 방영되었다.

### 2019년 ~ 현재

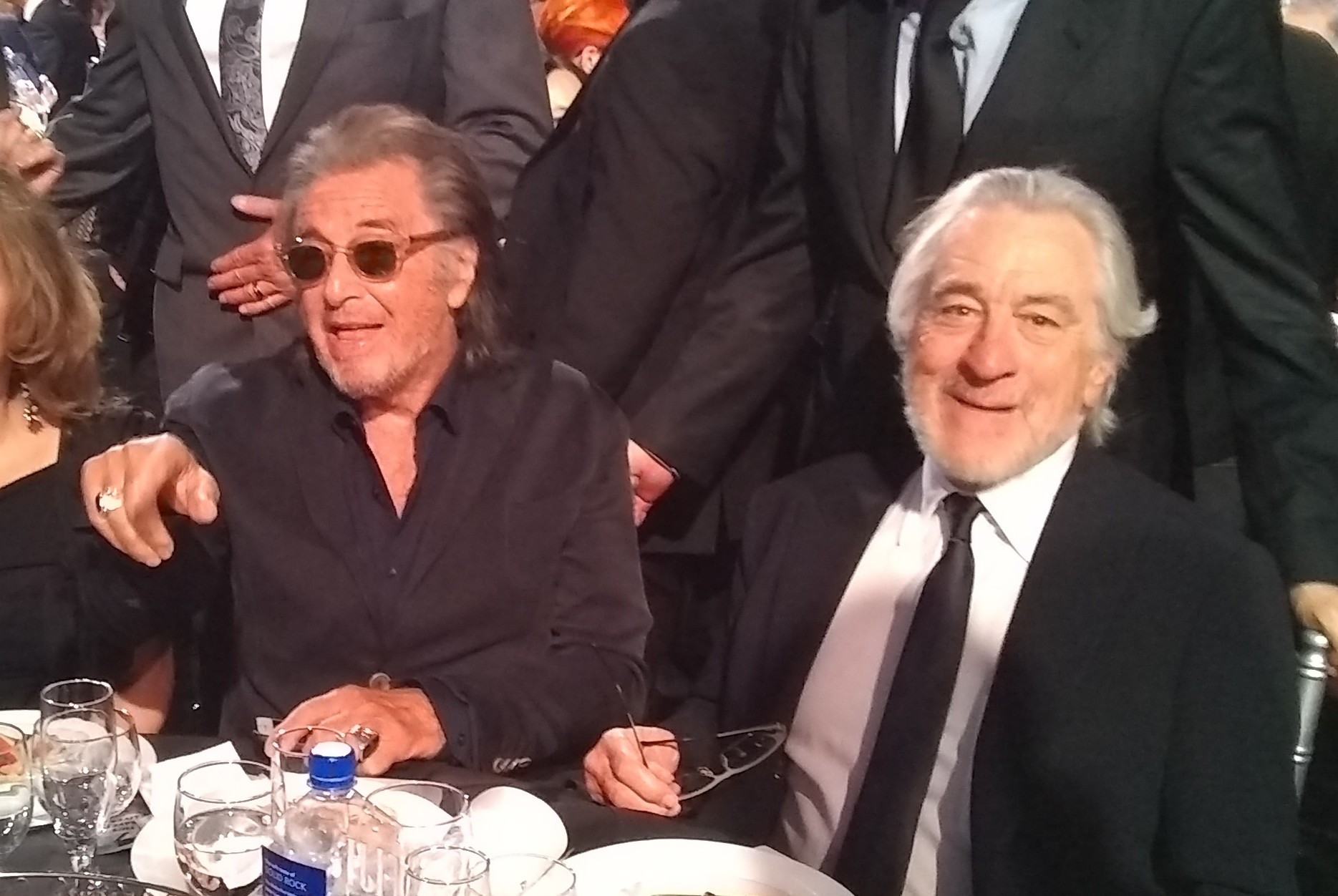
파치노(왼쪽)와 로버트 드니로가 2020년 1월 제25회 크리틱스 초이스상 시상식에서

파치노는 쿠엔틴 타란티노 감독의 코미디 드라마 《원스 어폰 어 타임... 인 할리우드》에 브래드 피트와 레오나르도 디카프리오와 함께 출연했으며, 이 영화는 2019년 7월 26일에 개봉되었다. 2019년 말, 파치노는 마틴 스코세이지 감독의 넷플릭스 영화 《아이리시맨》에서 팀스터즈 회장 지미 호파 역을 로버트 드니로와 조 페시와 함께 연기했는데, 이 영화는 찰스 브랜트의 2004년 책 《나는 당신이 페인트를 칠하는 것을 들었다》를 바탕으로 한다. 이 작품은 파치노가 스코세이지 감독의 연출을 받은 첫 작품이었으며, 그는 제92회 아카데미상에서 아카데미 남우조연상 후보에 올랐다—현재까지 아홉 번째이다. 파치노의 연기는 긍정적인 평가를 받았다. 피터 브래드쇼는 가디언에서 이를 "영광스럽다"고 묘사했다. 저스틴 창은 "드니로, 페시, 파치노는 최고의 기량을 선보였다. 부분적으로는 그들이 이전에 연기했던 상징적인 갱스터 유형을 단순히 재탕하는 것이 아니기 때문이다"라고 썼다.
2020년 2월, 파치노는 프라임 비디오 시리즈 《헌터스》에서 가상의 나치 사냥꾼, 마이어 오퍼만 역으로 출연했다. 이는 파치노가 《엔젤스 인 아메리카》(2003) 이후 처음으로 출연하는 TV 시리즈이다. 《헌터스》는 2020년 8월에 시즌 2 제작이 확정되었다. 2021년, 파치노는 리들리 스콧 감독의 《하우스 오브 구찌》에서 알도 구치 역을 맡았다. 이 영화는 엇갈린 평가를 받았지만, 파치노의 연기는 레이디 가가와 자레드 레토의 연기와 함께 특히 돋보였다. 같은 해, 그는 《American Traitor: The Trial of Axis Sally》에서 주연 변호사 역을 맡았다.
2024년, 파치노는 아메데오 모딜리아니에 관한 영화 《모디, 광기의 날개 위의 삼일》에 출연했으며, 이 영화는 그가 조니 뎁과 배리 나비디와 함께 공동 제작했다. 이 영화는 데니스 매킨타이어의 연극을 바탕으로 하며, 이 연극은 이전에 동명의 2004년 영화로 각색되었다. 본 촬영은 2023년 9월에 시작되었다. 2024년 3월 10일, 파치노는 제96회 아카데미상에서 아카데미 작품상을 시상했다.

## 개인사

### 관계
파치노에게는 네 자녀가 있다. 장녀인 줄리 마리(1989년 10월 16일생)는 연기 코치인 잰 태런트와의 사이에서 낳은 딸이다. 그에게는 쌍둥이 아들 안톤 제임스와 딸 올리비아 로즈(2001년 1월 25일생)가 있는데, 이들은 1997년부터 2003년까지 관계를 맺었던 배우 비벌리 댄절로와의 사이에서 낳은 자녀들이다. 그는 자신의 프로듀서 여자친구 노어 알팔라와의 사이에서 아들 로만(2023년 6월 15일생)이 있는데, 그녀는 그보다 53세 어리다. 83세의 파치노는 기록상 최고령 아버지 중 한 명이다. 그는 결혼한 적이 없다.
파치노는 《대부 삼부작》의 공동 주연 다이앤 키턴과 연인 관계였다. 그들의 관계는 《대부 3》 촬영 후 헤어졌다. 키턴은 파치노에 대해 "알은 그냥 가장 재미있는 남자였다... 내게는 그 얼굴이 가장 아름다운 얼굴이다. 워런 [비티]는 멋있고 예뻤지만, 알의 얼굴은 정말 대단하다. 죽여주는 얼굴이다"라고 말했다. 그는 질 클레이버그, 튜즈데이 웰드, 마르트 켈러, 베루슈카 폰 렌도르프, 캐슬린 퀸런, 린다 호브스, 퍼넬러피 앤 밀러와 연인 관계를 맺었다. 파치노는 2008년부터 2018년까지 아르헨티나 배우 루실라 폴락과 10년간 관계를 가졌다.

### 약물 남용 문제
파치노는 경력 초기에 약물과 알코올을 남용했음을 인정했는데, 부분적으로는 《대부》 이후 갑작스러운 명성을 감당하기 어려웠기 때문이었다. 그는 1977년에 금주를 달성했다.

### 건강
파치노는 2024년 자신이 2020년에 COVID-19로 거의 사망할 뻔했다고 밝혔다. 이 죽을 뻔한 경험은 그로 하여금 내세를 믿지 않게 만들었다.

## 출연 작품 및 수상 경력
파치노는 연기 경력 동안 많은 상을 수상하고 후보에 올랐는데, 영화 작품으로 오스카 후보에 9번(1회 수상) 오르고 BAFTA 후보에 5번(1회 수상) 올랐다. 영화 및 TV 작품 모두를 인정받아 골든 글로브상 후보에 19번(4회 수상) 오르고 SAG상 후보에 7번(2회 수상) 올랐다. 오직 TV 작품으로 프라임타임 에미상 후보에 3번(2회 수상) 올랐으며, 무대 작품으로 토니상 후보에 3번(2회 수상) 올랐다. 2007년, 미국 영화 연구소는 파치노에게 평생 공로상을 수여했으며, 2003년에는 영국 텔레비전 시청자들이 채널 4의 여론 조사에서 파치노를 역사상 가장 위대한 영화배우로 선정했다.

## 작품 목록
- 《백색 공포》(The Panic In Needle Park, 1971년)
- 《대부》(The Godfather, 1972년)
- 《허수아비》(Scarecrow, 1973년)
- 《형사 서피코》(Serpico, 1973년)
- 《대부 2》(The Godfather Part II, 1974년)
- 《뜨거운 오후》(Dog Day Afternoon, 1975년)
- 《바비 디필드》(Bobby Deerfield, 1977년)
- 《용감한 변호사》(...And Justice for All, 1979년)
- 《광란자》(Cruising, 1980년)
- 《브로드웨이에 막이 오를 때》(Author! Author!, 1982년)
- 《스카페이스》(Scarface, 1983년)
- 《혁명》(Revolution, 1985년)
- 《사랑의 파도》(Sea Of Love, 1989년)
- 《딕 트레이시》(Dick Tracy, 1990년)
- 《대부 3》(The Godfather Part III, 1990년)
- 《프랭키와 쟈니》(Frankie And Johnny, 1991년)
- 《글렌게리 글렌 로스》(Glengarry Glen Ross, 1992년)
- 《여인의 향기》(Scent of a Woman, 1992년)
- 《칼리토》(Carlito's Way, 1993년)
- 《히트》(Heat, 1995년)
- 《뉴욕 광시곡》(Looking for Richard, 1996년)
- 《시티 홀》(City Hall, 1996년)
- 《도니 브래스코》(Donnie Brasco, 1997년)
- 《데블스 에드버킷》(The Devil's Advocate, 1997년)
- 《인사이더》(The Insider, 1999년)
- 《애니 기븐 선데이》(Any Given Sunday, 1999년)
- 《차이니스 커피》(Chinese Coffee, 2000년, 감독)
- 《시몬 》[S1m0ne(Simone), 2002년]
- 《인썸니아》(Insomnia, 2002년)
- 《목격자》(People I Know, 2002년)
- 《리크루트》(The Recruit, 2003년)
- 《갱스터 러버》(Gigli, 2003년)
- 《엔젤스 인 아메리카》(Angels in America, 2003년)
- 《베니스의 상인》(The Merchant of Venice, 2004년) - 샤일록 역
- 《투 포 더 머니》(Two For The Money, 2005년)
- 《오션스 13》(Ocean's Thirteen, 2007년) - 윌리 뱅크 역
- 《의로운 살인》(Righteous Kill, 2008년)
- 《88분》(88 Minutes, 2008년)
- 《유 돈 노우 잭》(You Don't Know Jack, 2010년)
- 《화이트 밀크》(The Son of No One, 2011년)
- 《잭 앤 질》(Jack And Jill, 2011년)
- 《멋진 녀석들》(Stand Up Guys, 2012년)
- 《필 스펙터》(Phil Spector, 2013년)
- 《맹글혼》(Manglehorn, 2014년)
- 《험블링》(The Humbling, 2014년)
- 《대니 콜린스》(Danny Collins, 2015년)
- 《미스컨덕트》(Misconduct, 2016년)
- 《비욘드 디 시트》(Beyond Deceit, 2016년)
- 《행맨》(Hangman, 2017년) - 레이 아처 역
- 《더 트랩》(The Trap, 2017년)
- 《더 파이러츠 오브 소말리아》(The Pirates of Somalia, 2017년)
- 《패터노》(Paterno, 2018년)
- 《원스 어폰 어 타임 인... 할리우드》(Once upon a time in... Hollywood, 2019년)
- 《아이리시맨》(The Irishman, 2019년)
- 《하우스 오브 구찌》(House of Gucci, 2021년) - 알도 구치 역
- 《더 리추얼》(The Ritual, 2025년) - 테오필루스 리징거 신부 역

## 수상 경력
- 1968년 오비 어워즈 남우주연상
- 1969년 씨어티어 월드어워즈 남자배우상
- 1969년 제23회 토니상 연극부문 남우조연상
- 1969년 드라마데스크어워즈 연극부문 남자배우상
- 1972년 다비드 디 도나텔로 어워즈 특별상
- 1973년 제44회 미국비평가협회상 남우조연상
- 1973년 제7회 전미비평가협회상 남우주연상
- 1973년 다비드 디 도나텔로 어워즈 외국남자배우상
- 1974년 제45회 미국비평가협회상 남우주연상
- 1974년 제31회 골든글로브시상식 드라마부문 남우주연상
- 1975년 제23회 산세바스티안 국제 영화제 남우주연상
- 1976년 제1회 LA비평가협회상 남우주연상
- 1976년 캔자스시티비평가협회상 남우주연상
- 1976년 제29회 영국아카데미시상식 남우주연상
- 1977년 제31회 토니상 연극부문 남우주연상
- 1977년 드라마데스크어워즈 연극부문 남자배우상
- 1980년 제22회 카를로비바리국제영화제 남우주연상
- 1991년 아메리칸코미디어워즈 영화부문 남우조연상
- 1992년 바야돌리드국제영화제 남우주연상
- 1992년 보스턴영화제 우수영화상
- 1993년 제50회 골든글로브시상식 드라마부문 남우주연상
- 1993년 제65회 미국아카데미시상식 남우주연상
- 1994년 제51회 베니스국제영화제 커리어황금사자상
- 1996년 고담 어워즈 공로상
- 1996년 제44회 산세바스티안 국제 영화제 평생공로상
- 1997년 제18회 보스턴비평가협회상 남우주연상
- 1997년 제49회 미국감독조합상 다큐멘터리부문 감독상
- 2000년 제27회 링컨센터 갈라 트리뷰트상
- 2001년 제58회 골든글로브시상식 평생공로상
- 2004년 골드더비어워즈 TV영화/미니시리즈부문 남자배우상
- 2004년 제61회 골든글로브시상식 TV영화/미니시리즈부문 남우주연상
- 2004년 제10회 미국배우조합상 TV영화/미니시리즈부문 남자연기상
- 2004년 제56회 에미상 TV영화/미니시리즈부문 남우주연상
- 2005년 아메리카시네마큐어워즈 갈라 트리뷰트상
- 2007년 제35회 미국영화연구소 평생공로상
- 2010년 골드더비어워즈 TV영화/미니시리즈부문 남자배우상
- 2010년 제62회 에미상 TV영화/미니시리즈부문 남우주연상
- 2010년 제15회 새틀라이트시상식 TV영화/미니시리즈부문 남우주연상
- 2011년 제68회 골든글로브시상식 TV영화/미니시리즈부문 남우주연상
- 2011년 제17회 미국배우조합상 TV영화/미니시리즈부문 남자연기상
- 2011년 제68회 베니스국제영화제 평생공로상
- 2012년 제32회 골든 래즈베리상 최악의 남우조연상
- 2012년 제임스듀빈인터네셔널필름페스티벌 볼타상
- 2013년 제48회 골든카메라시상식 평생공로상
- 2014년 BFI어워즈 팔로우 쉽 상
- 2016년 제39회 미국케네디센터상
- 2019년 제23회 할리우드영화제 남우조연상

## 내용주
1. ↑  여러 출처에 기인함.[2][3][4][5][6][7]
2. ↑  영국 배우 찰스 로턴과 혼동하지 말 것.

## 같이 보기
- 이탈리아계 미국인 배우 목록
- 아카데미상 후보에 오른 배우 목록
- 연기 부문 아카데미상 후보에 두 번 이상 오른 배우 목록
- 프라임타임 에미상 수상자 목록
- 골든 글로브상 수상자 목록